# Vincent Audren de Kerdrel
Vincent Paul Marie Casimir Audren de Kerdrel (født 27. september 1815 i Lorient, død 22 december 1899 i Paris) var en fransk politiker.
Audren de Kerdrel var født i Bretagne af gammel adelsæt. Da februarrevolutionen udbrød, var han redaktør af et legitimistisk blad i Rennes. Han valgtes 1848 til den grundlovgivende og 1849 til den lovgivende nationalforsamling og var i begge en af lederne for det monarkistiske parti, gjorde 1851 indsigelse mod statskuppet og opgav november 1852 sit sæde i den lovgivende forsamling, da kejserdømmet skulle oprettes. 1871 valgtes han til nationalforsamlingen og var igen en af det monarkistiske højres ledere og vigtigste talere; dog skilte han sig nu fra de egentlige legitimister og knyttede sig nærmest til hertugen af Broglie. Som senator siden 1876 fortsatte han kampen imod republikken.